# Engelbert Arndts
Engelbert Arndts (* 16. Februar 1750 in Arnsberg; † 31. Oktober 1819 ebenda) war Jurist, kaiserlicher Postmeister und hoher Beamter des Herzogtums Westfalen.

## Leben und Wirken
Arndts war Halbbruder des Mineralogen Anton Wilhelm Stephan Arndts. Er studierte in Göttingen und wurde 1771 zum Fiskaladvokaten im Herzogtum Westfalen ernannt. Ein Jahr später übernahm er von seinem Vater außerdem die Stelle eines Kaiserlichen Postmeisters der von den Thurn und Taxis betriebenen Kaiserlichen Reichspost. 1774 heiratete Arndts Therese Antonette Maria Floret, mit der er fünf Kinder hatte. Im Jahr 1776 trat er zunächst als Beisitzer in die Kanzlei des Herzogtums Westfalen ein. Bereits ein Jahr später war er Rat und 1779 auch kurfürstlicher Hofrat. In dieser Position war er neben den Pfarrern von Arnsberg und Menden Vorsitzender der neu eingerichteten Schulkommission zur Verbesserung des Bildungswesens. Im Jahr 1781 wurde er unter dem Landdrosten Franz Wilhelm von Spiegel Mitglied auch des Medizinalrates, dessen Leitung er 1786 übernahm. Außerdem war Arndts seit 1782 Richter in Arnsberg und seit 1784 Verteidiger. Im Jahr 1785 wurde er zum Kommissar und Referent für Kriminalsachen beim Landdrosten und den Landständen ernannt. Seit 1787 war Arndts zudem ständiger Deputierter bei den Sitzungen der Quartalsversammlungen und der Landstände. Einen Wechsel zum Oberappellationsgericht nach Bonn lehnte er 1791 aus familiären Gründen ab. Im selben Jahr nahm er an der Gründung der literarischen Gesellschaft teil und wurde Syndikus des Vereins. Nach dem Übergang des Herzogtums Westfalen an Hessen-Darmstadt wurde er Mitglied der in Arnsberg ansässigen Regierung und der Hofkammer. Außerdem war er seit 1805 Forstrichter.
Begraben ist Arndts auf dem Eichholzfriedhof in Arnsberg.